# Monte Colombo
Monte Colombo is een gemeente in de Italiaanse provincie Rimini (regio Emilia-Romagna) en telt 2176 inwoners (31-12-2004). De oppervlakte bedraagt 11,9 km², de bevolkingsdichtheid is 172 inwoners per km².

## Demografie
Monte Colombo telt ongeveer 809 huishoudens. Het aantal inwoners steeg in de periode 1991-2001 met 14,1% volgens cijfers uit de tienjaarlijkse volkstellingen van ISTAT.

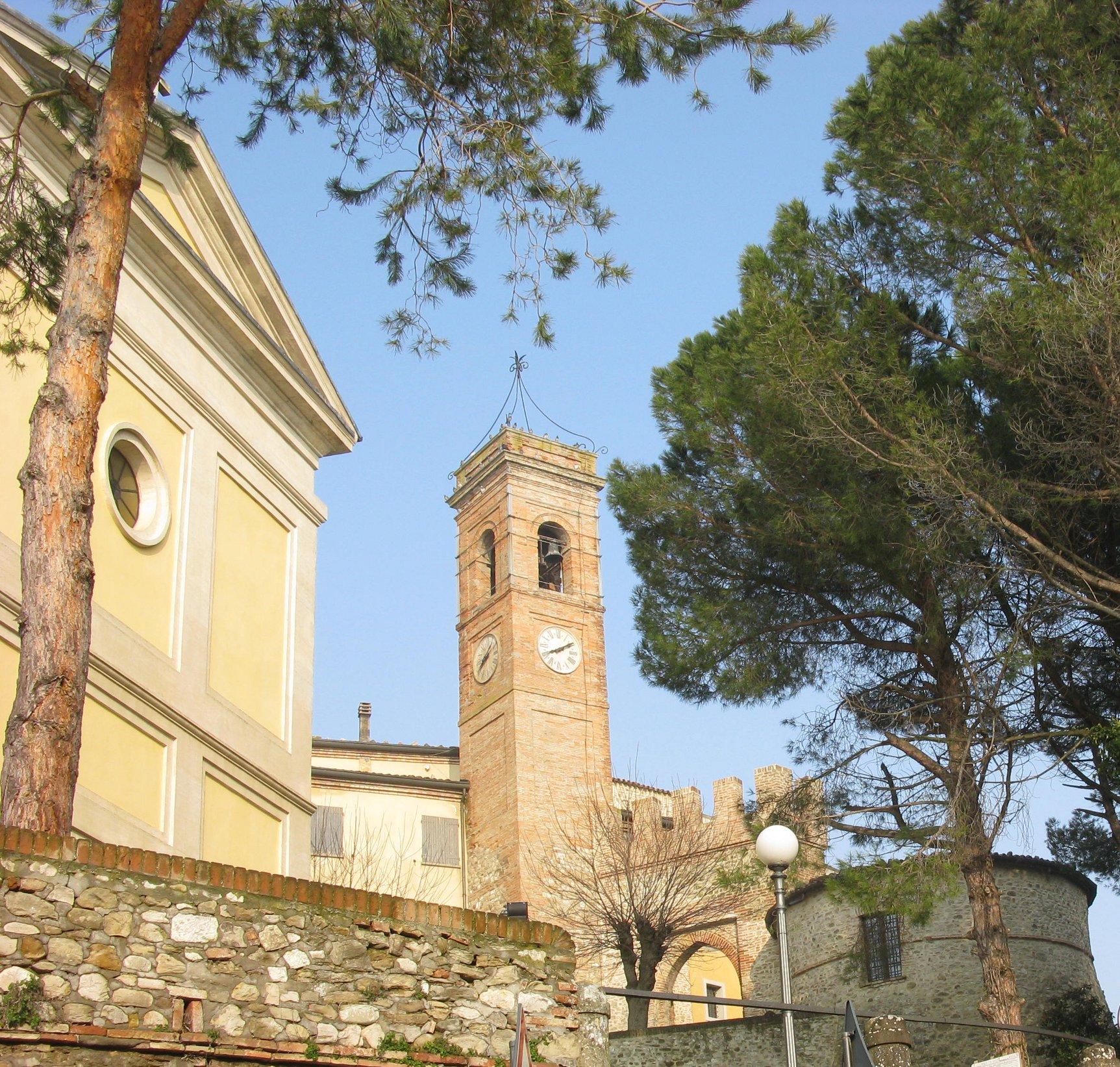
Monte Colombo

| Jaar | Inwoneraantal |
| ---- | ------------- |
| 1991 | 1710          |
| 2001 | 1951          |

## Geografie
Monte Colombo grenst aan de volgende gemeenten: Coriano, Gemmano, Montescudo, San Clemente.
Bellaria-Igea Marina · Cattolica · Coriano · Gemmano · Misano Adriatico · Mondaino · Monte Colombo · Montefiore Conca · Montegridolfo · Montescudo · Morciano di Romagna · Poggio Berni · Riccione · Rimini · Saludecio · San Clemente · San Giovanni in Marignano · Santarcangelo di Romagna · Torriana · Verucchio
- Virtual International Authority File: 145645950